# 龙新乡
龙新乡，是中华人民共和国云南省保山市龙陵县下辖的一个乡镇级行政单位。

## 行政区划
龙新乡下辖以下地区：
龙新村、荆竹坪村、蚌渺村、茄子山村、黑山村、黄草坝村、勐冒村、大硝河村、绕廊村、雪山村和菜子地村。